# سورک سفلی
سورک سفلی، دهستانی از توابع بخش ندوشن شهرستان میبد در استان یزد ایران است.

## جمعیت
این روستا در دهستان سورک قرار دارد و براساس سرشماری مرکز آمار ایران در سال ۱۳۸۵، جمعیت آن ۲۰۳ نفر (۷۵خانوار) بوده‌است.

## اقتصاد
این روستادارای معادن غنی سنگ آهن بامتوسط عیار۵۴٪ وبا وسعت چهل کیلومتر مربع است که هم‌اکنون در حال بهره‌برداری از سوی شرکت فولاد یزد است. تمام سنگ آهن استخراج شده از معادن سنگ آهن سورک به صورت دانه بندی شده به کشورهای آسیای میانه وچین صادر می‌شود. سورک از لحاظ ذخایر معدنی بسیار غنی می‌باشد که می‌توان به معادن سیلیس، گل صنعتی، سنگهای گرانیت سبزو قرمزقلعه خرگوشی سورک اشاره کرد.